# Artūrs Pauliņš
Artūrs Pauliņš (* 2. dubna 1989 Valka, Lotyšsko) je lotyšský reprezentant v orientačním běhu. Jeho největším úspěchem je 12. místo ze smíšených sprintových štafet na mistrovství světa 2017 v estonském Tartu. V současnosti běhá za litevský klub IGTISA a lotyšský OK Azimuts.

## Život
Narodil se 2. dubna 1989 v lotyšském městě Valka. V současnosti (2017) žije v lotyšském Smiltene a patří k oporám lotyšské reprezentace v orientačním běhu.

## Sportovní kariéra
| Přehled úspěchů na Mistrovství světa | Přehled úspěchů na Mistrovství světa | Přehled úspěchů na Mistrovství světa | Přehled úspěchů na Mistrovství světa | Přehled úspěchů na Mistrovství světa |
| Mistrovství světa                    | Sprint                               | Middle                               | Long                                 | Mix štafety                          |
| ------------------------------------ | ------------------------------------ | ------------------------------------ | ------------------------------------ | ------------------------------------ |
| Tartu 2017                           | 28. místo                            | X                                    | 20. místo                            | 12. místo                            |
| Strömstad 2016                       | Q                                    | X                                    | X                                    | 16. místo                            |
| Inverness 2015                       | 34. místo                            | X                                    | X                                    | 19. místo                            |
| Trentino 2014                        | 37. místo                            | 52. místo                            | X                                    | 17. místo                            |
| Vuokatti 2013                        | 36. místo                            | X                                    | X                                    | X                                    |
| Trondheim 2010                       | Q                                    | X                                    | Q                                    | X                                    |

| Přehled úspěchů na Mistrovství Evropy | Přehled úspěchů na Mistrovství Evropy | Přehled úspěchů na Mistrovství Evropy | Přehled úspěchů na Mistrovství Evropy |
| Mistrovství Evropy                    | Sprint                                | Middle                                | Štafety                               |
| ------------------------------------- | ------------------------------------- | ------------------------------------- | ------------------------------------- |
| Jeseník 2016                          | 34. místo                             | 50. místo                             | 10. místo                             |
| Palmela 2014                          | 45. místo                             | 53. místo                             | X                                     |
| Falun 2012                            | Q                                     | Q                                     | X                                     |

| Přehled úspěchů na Mistrovství světa juniorů | Přehled úspěchů na Mistrovství světa juniorů | Přehled úspěchů na Mistrovství světa juniorů | Přehled úspěchů na Mistrovství světa juniorů | Přehled úspěchů na Mistrovství světa juniorů |
| Mistrovství světa juniorů                    | Sprint                                       | Middle                                       | Long                                         | Štafety                                      |
| -------------------------------------------- | -------------------------------------------- | -------------------------------------------- | -------------------------------------------- | -------------------------------------------- |
| San Marino 2009                              | 13. místo                                    | 23. místo                                    | DSQ                                          | 6. místo                                     |
| Göteborg 2008                                | DSQ                                          | 20. místo                                    | DSQ                                          | X                                            |